# História de Rondônia
A História de Rondônia começa antes do descobrimento do Brasil, a região onde atualmente está situado o estado de Rondônia, era povoada por indígenas de diversas etnias. Sabe-se que na região, existiam os seguintes povos:
- Mapa do Noroeste de Mato Grosso, atual Rondônia.Aruás (Língua aruá);

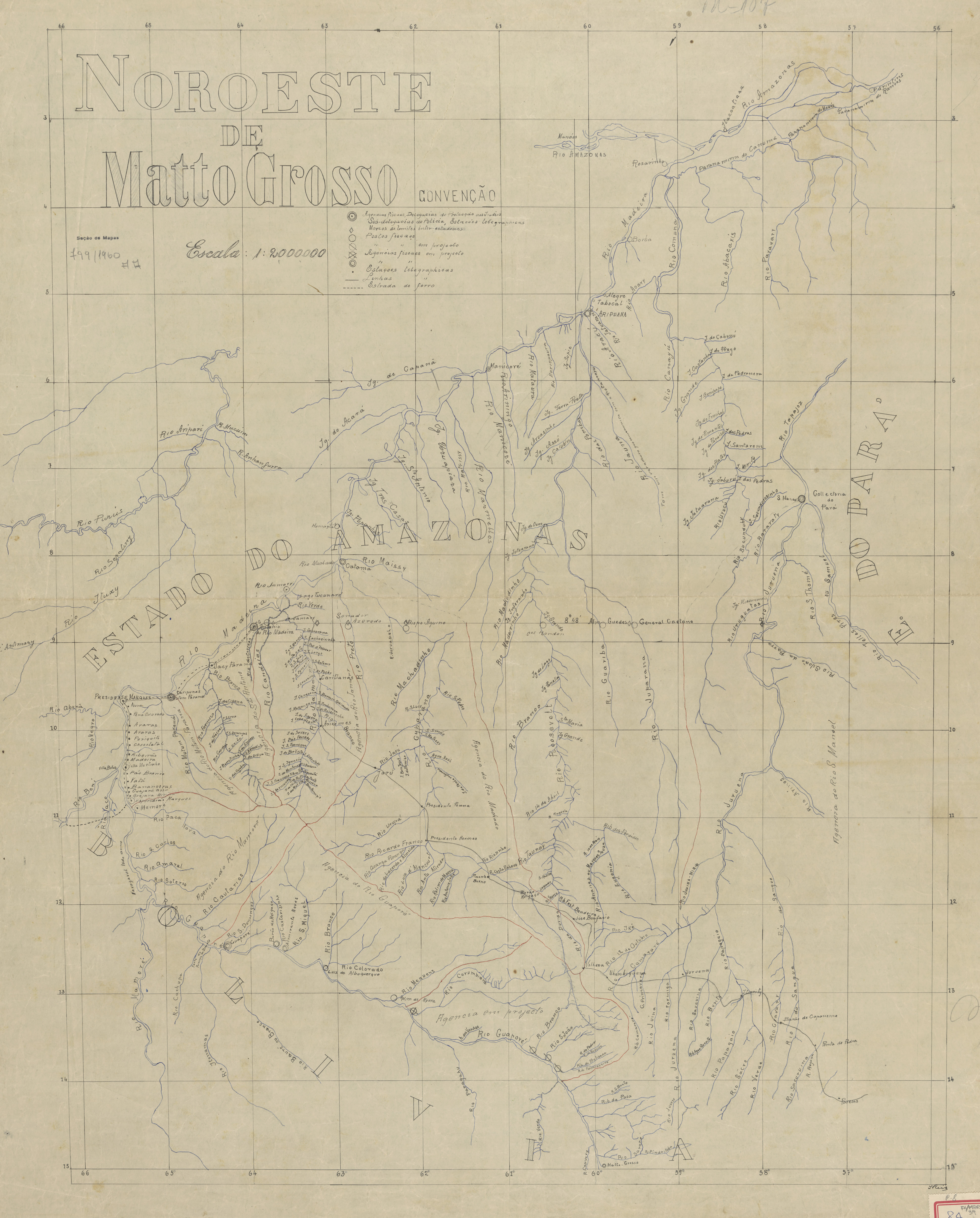
Mapa do Noroeste de Mato Grosso, atual Rondônia.

- Cintas-largas (Tronco Linguístico: Tupi Monde);
- Gavião-monde (Tronco Linguístico: Monde);
- Jabutis (Tronco Linguístico: Jaboti);
- Canoês (Tronco Linguístico: Kanoê);
- Karipuna, Amondauas (Tronco Linguístico: Tupi-Guarani);
- Caritianas (Tronco Linguístico: Arikem);
- Araras-caros (Tronco Linguístico: Ramarama);
- Kaxarari (Tronco Linguístico: Pano);
- Kwazá (Tronco Linguístico: Kwazá);
- Macurap, Sakurabiat (Tronco Linguístico: Tupari);
- Nambiquaras (Tronco Linguístico: Nambikwara);
- Oro-uins (Tronco Linguístico: Txapakura);
- Paiter (Tronco Linguístico: Monde);
- Tuparis (Tronco Linguístico: Tupari)
- Muras ( Tronco Linguístico: Pirarrã)

O espanhol Ñuflo de Chávez foi o primeiro explorador europeu a chegar ao vale do rio Guaporé, entre 1541 e 1542, embora estivesse apenas de passagem. Bandeirantes chegaram a região por volta de 1650, com o objetivo de explorar os minerais do território, sobretudo o ouro. No mesmo período, padres jesuítas chegaram a região e fundaram a primeira aldeia. Como consequência da descoberta de ouro na margem direita do Rio Guaporé, a Coroa Portuguesa fundou a capitania de Mato Grosso em 1748, que abrangia as terras que atualmente fazem parte do estado de Rondônia. O objetivo era a ocupação da região, sobretudo da margem direita do rio Guaporé, para garantir a sua posse, ameaçada por espanhóis e pelos indígenas.

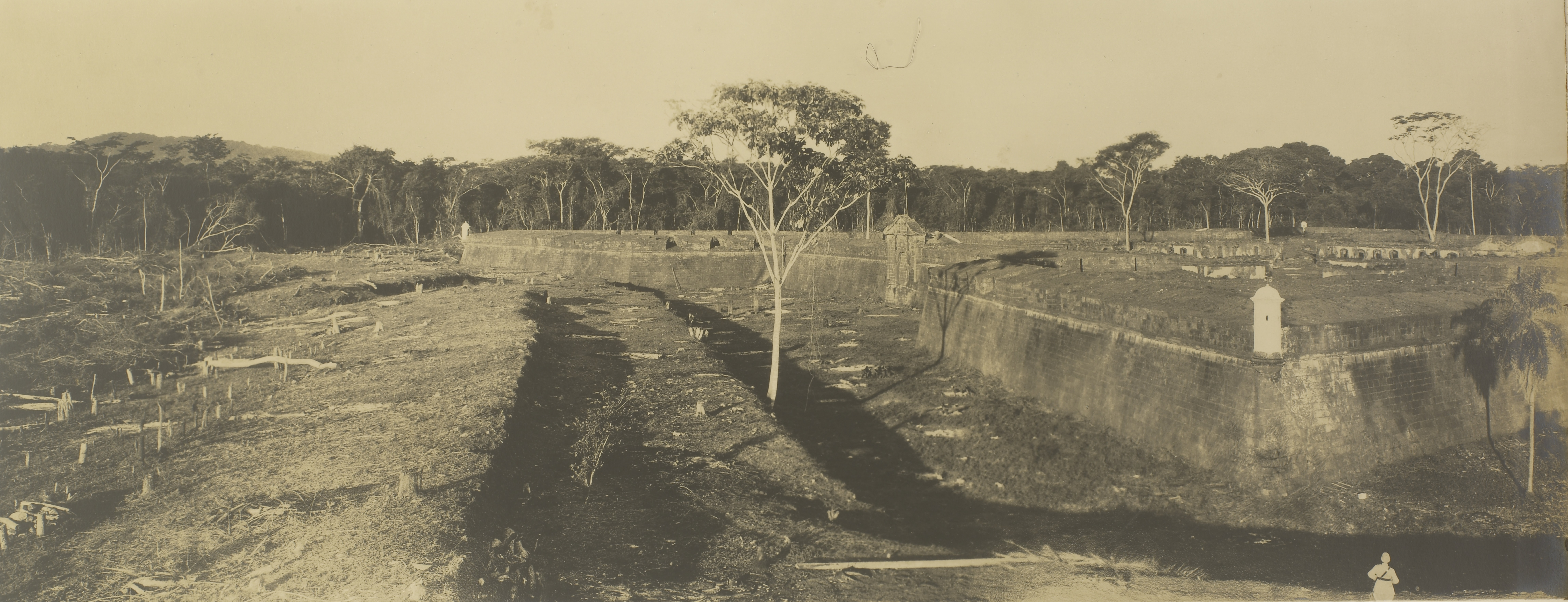
Forte do Príncipe da Beira, 1930.

Foi nomeado governador na capitania do Mato Grosso, Dom Antônio Rolim de Moura Tavares. Inicialmente, o governador instalou a capital da capitania na Vila Bela da Santíssima Trindade (19 de março de 1752), da qual comandou as demarcações das fronteiras de acordo com o Tratado de Madrid (1750). Em 1753, instalou um posto de vigilância na povoação de Santa Rosa Velha, de origem espanhola, situada na margem direita do Guaporé, portanto em terras brasileiras. Em 1759, o governador espanhol de Santa Cruz de La Sierra solicitou que o posto de vigilância fosse evacuado. Em resposta, Rolim de Moura construiu um forte em substituição ao pequeno posto de vigilância, que passou a ser chamado de Presídio de Nossa Senhora da Conceição (1759). Devido ao clima e as incursões dos espanhóis, logo o Presidio ficou em ruinas. Foi reconstruído em 1769, pelo Governador Luís Pinto de Sousa Coutinho (1769-1772) e renomeado como Forte de Bragança. Em ruínas novamente, em 1776 foi construído em seu local o Real Forte Príncipe da Beira.
Nesse período, em 1772, Francisco de Melo Palheta, partindo de Belém do Pará, atingiu sucessivamente o rio Madeira, o rio Mamoré e o rio Guaporé, alcançando Santa Cruz de la Sierra. Com o declínio da mineração, e a Independência do Brasil, a região perdeu importância econômica até que, ao final do século XIX, com o auge da exploração da borracha, passou a receber imigrantes nordestinos para o trabalho nos seringais amazônicos.
Em abril de 1878, em função do Tratado de Ayacucho, foram enviadas para Corumbá (MS) as "Plantas Geográficas dos Rios Guaporé e Mamoré", sendo que a cartografia para delimitar os limites fronteiriços dos rios Guaporé e Mamoré foi levantada e apresentada pela 2ª Seção brasileira, sediada na mesma cidade, tendo sido todas chanceladas pelos Delegados brasileiros e bolivianos. Continuando a descrição diz Destas cabeceiras continuam os limites pelo leito do mesmo rio até sua confluência com o Guaporé, e depois pelo leito deste e do Mamoré até sua confluência com o Beni, onde principia o Rio Madeira. Em 1878 e 1879, houve troca de Notas da Chancelaria boliviana com a Embaixada do Brasil em La Paz, acusando o recebimento e aprovando a "Carta Geral", conforme ajustado na 7ª Conferência da Comissão Mista.

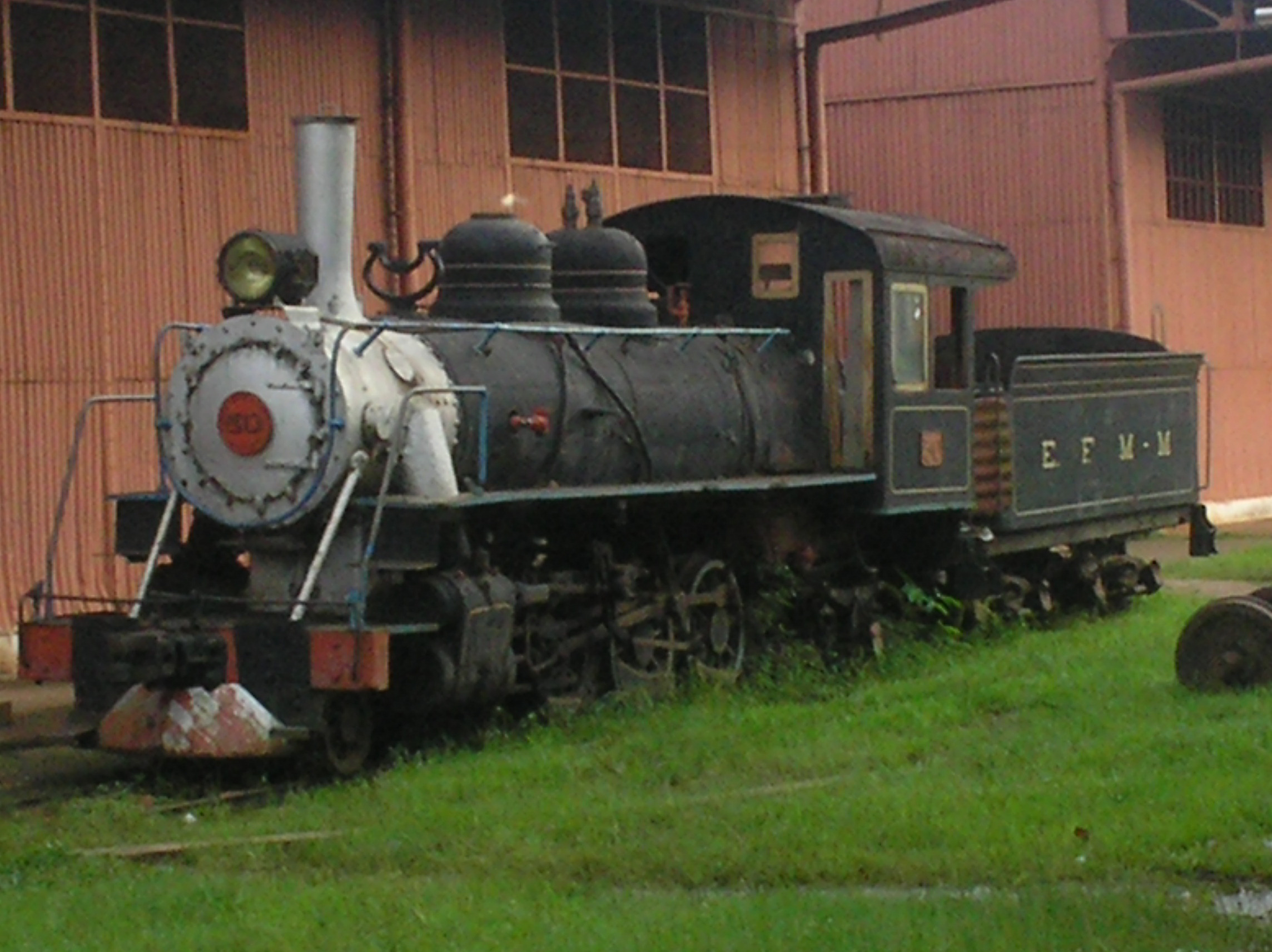
Locomotiva da lendária Estrada de Ferro Madeira-Mamoré.

O início da construção da Estrada de Ferro Madeira-Mamoré, em virtude da assinatura do Tratado de Petrópolis (1903), constituiu outro poderoso impulso para o povoamento. Durante a Segunda Guerra Mundial, o Decreto-lei nº 5.812 (13 de setembro de 1943) criou o Território Federal do Guaporé, com partes desmembradas dos estados do Amazonas e do Mato Grosso. Com uma economia baseada na exploração de borracha e de castanha-do-pará, pela Lei de 17 de fevereiro de 1956 passou a se denominar Território Federal de Rondônia, em justa homenagem ao sertanista Marechal Cândido Mariano da Silva Rondon (1865-1958). A descoberta de jazidas de cassiterita e a abertura de rodovias estimularam a sua economia e o seu povoamento, passando este Território à condição de Estado a partir de 1982. Em seu primeiro ano, o estado era constituído por 13 municípios, incluindo a capital, Porto Velho. São eles: Guajará-Mirim, Ji-Paraná, Vilhena, Ariquemes, Jaru, Pimenta Bueno, Colorado do Oeste, Cacoal, Ouro Preto do Oeste, Presidente Médici, Espigão do Oeste e Costa Marques. Já naquela época, milhares de famílias que viviam na região aguardavam a distribuição de terras pelo Incra, situação que ainda não encontrou uma solução definitiva.